# Corte Superior de Justicia de Sullana
La Corte Superior de Justicia de Sullana es el tribunal de apelación cuya sede es la ciudad de Sullana, capital de la provincia homónima y cuya competencia se extiende a todo el Distrito Judicial de Sullana. Fue creada el 2 de diciembre del 2010 durante el gobierno de Ollanta Humala. Está compuesta por un total de 3 salas superiores que conocen en segunda instancia las sentencias expedidas por los juzgados especializados del distrito judicial.

## Historia
Los territorios que conforman el Distrito Judicial fueron, desde 1876, parte de lo que hoy es el Distrito Judicial de Piura.  El 2 de diciembre de 2010, mediante Resolución Administrativa N° 396-2010-CE-PJ, se creó la Corte Superior de Justicia de Sullana. En dicha resolución se establece que este Distrito Judicial estaba conformado jurisdiccionalmente por las provincias de Sullana, Talara y Ayabaca, siendo la sede la ciudad de Sullana. El 8 de junio de 2011 mediante Resolución Administrativa N° 156-2011-CE-PJ se dispone la instalación y funcionamiento de la Corte Superior de Justicia de Sullana para el 1 de julio del mismo año y se designa de manera transitoria a los señores magistrados Jaime Antonio Lora Peralta y Carlos Felipe Linares Vera Portocarrero para que desempeñen los cargos de Presidente de Corte y Jefe de la Oficina Desconcentrada respectivamente. 
La ceremonia de instalación de la Corte Superior de Justicia de Sullana estuvo presidida por el entonces Presidente del Poder Judicial, César San Martín Castro y contó con la participación de las principales autoridades de la región.

## Competencia territorial
Según la organización territorial inicial, las Cortes Superiores tenían competencia territorial en el departamento de su sede, el mismo que se correspondía con un determinado Distrito Judicial. Sin embargo, esta división fue modificándose paulatinamente por razones de cercanía comunicativa. En la actualidad la Corte Superior de Justicia de Sullana es una excepción de esa regla al tener competencia territorial sobre sólo tres de las provincias del departamento de Piura: Ayabaca, Sullana y Talara.

## Composición
La Corte Superior de Justicia de Sullana está conformada por 3 salas superiores (1 Civil, 1 Penal y 1 Laboral) con sede en Sullana. Cada Sala está conformada por tres jueces superiores que, en el Perú, reciben la denominación de "vocales superiores". La reunión de todos los vocales superiores constituyen la "Sala Plena" que es el máximo órgano deliberativo de la Corte Superior.

## Presidente de la Corte Superior
De conformidad con los artículos 38 y 45 de la Ley Orgánica del Poder Judicial, los vocales eligen un Presidente de la Corte Superior. En el caso de Sullana, la elección se realiza el primer jueves del mes de diciembre cada dos años mediante votación secreta de los vocales superiores titulares.
El actual Presidente de la Corte Superior es el doctor Pedro Germán Lizana Bobadilla.